# TONO
TONO（との）は、日本の漫画家。広島市出身、大阪府在住。血液型はO型。3人兄弟の長女。弟は皮膚科の医者、妹は同じく漫画家のうぐいすみつる、妹と共に同人サークル「うぐいす姉妹」として活動している。

## 来歴
1983年『ぱふ』（雑草社）に掲載された「しましまえぶりでぃ」でデビュー。愛猫“しま”を中心に歴代の飼い猫をテーマにした猫漫画。「しましまえぶりでぃ」は『ぱふ』で連載終了後『ネムキ』（朝日ソノラマ）で連載が復活した。2021年現在も連載中。代表作に『カルバニア物語』『チキタ★GuGu』など。
日常生活を描いた同人誌「身辺雑布」や商業誌でエッセイ漫画を執筆。シンプルな絵柄で日常のシュールな出来事や海外旅行にまつわる話、飼い猫の話などを描いている。
また、長編作品もシナリオや個性的なキャラクターに関して高い評価を得ており、根強いファンも多い。
高校時代に漫研に所属。主にオリジナルを執筆していたが、妹の影響で『キャプテン翼』にはまり本格的に同人活動を始める。現在も「うぐいす姉妹」として妹と一緒にサークル活動をしている。最近は弟も参加している。
『ぱふ』に掲載された「しましまえぶりでぃ」がデビュー作となるが、本人は同人活動の延長上のつもりだった。雑誌に掲載された時にデビュー作として扱われたため、なしくずし的に漫画家デビューになってしまった。その後、弟と妹が漫画賞に投稿し、それぞれ賞を獲得してデビュー。

## 作品リスト

### 長編
- カルバニア物語（徳間書店『Chara』連載中、既刊21巻）
- チキタ★GuGu（朝日ソノラマ、朝日新聞社、『ネムキ』、全8巻）
  - 新装版（朝日新聞出版、全6巻）、6巻に新作追加あり
- ラビット・ハンティング（新書館、『月刊ウィングス』、1〜2巻）
- ダスクストーリィ（創美社、『COMIC Crimson』、全2巻）
- 砂の下の夢（秋田書店、『プリンセスGOLD』、全2巻）
- 砂の下の夢 〜空の下の緑〜（秋田書店、『プリンセスGOLD』不定期掲載、既刊2巻） - 『砂の下の夢』の続編
- ナバナバパラダイス犬童医院繁盛記（朝日ソノラマ、『ネムキ』、全3巻） ※文庫版は全2巻
  - 1巻同時収録作品（花の男、窓、水色の反乱、禁色、鳥のはばたき、ダグラスと私たち、楽園の扉、シンプルライフ）
  - 2巻同時収録作品（黄色い海岸、黒い羊、TONOちゃんのシンプルライフ）
  - 3巻同時収録作品（ストレート、ブンタ）
- コーラル―手のひらの海―（朝日新聞出版、『ネムキ』、全5巻）
- アデライトの花（朝日新聞出版、『Nemuki+』、既刊7巻）
- ピンク・ラッシュ（新書館、『ピュア百合アンソロジー ひらり、』）
- ウサギコットン100%（白泉社、全3巻）

### 短編集
- 博士の魚たち/薫さんの帰郷（朝日ソノラマ文庫）
- 黄色い海岸（朝日ソノラマ文庫）
- カレンのファスナー（白泉社）
  - 幻想の海、トランスのお買い物、キアンナちゃんのしっぽ、カレンのファスナー、セルマのジャンジャン、お姫様ははだか、砂の夢の悼み、とのこの日常雑記、フィリピンとほほほ滞在記、北の海のキアンナちゃん（描き下ろし）

### エッセイ
- しましまえぶりでぃ 1〜4巻（朝日ソノラマ、朝日新聞社）※うぐいすみつるとの共著
- おれたちの葬式本（朝日ソノラマ、朝日新聞社）※同上
- よからぬ話 1〜2巻（朝日ソノラマ、朝日新聞社）※同上
- けしからぬ話（朝日ソノラマ）※同上
- 生きていく私（新書館/ウンポコ）
- TONOちゃんのしましまえぶりでぃ 1〜2巻（朝日ソノラマ、朝日新聞社/ネムキ）
- 私の部屋の猫放題（学習研究社/ねこかん）
- とのとのとのこのなんとかしま〜す1（フロンティアワークス、Daria）既刊2巻
- うぐいす姉妹　海外うろうろ本（フロンティアワークス）※うぐいすみつるとの共著
- うぐいす姉妹のへっぽこ子育て録 (ぶんか社) ※同上
- 新・私の部屋の猫放題 (大都社)
- だらだら日和 (朝日新聞出版)
- うぐいす姉妹 愛しのネコ本 〜可愛いハナちゃんたち〜 (フロンティアワークス) ※うぐいすみつるとの共著
- うぐいす姉妹 ゆるゆる旅行本 (フロンティアワークス) ※同上
- うぐいす姉妹 毛だらけ猫だらけ（フロンティアワークス) ※同上
- うぐいす姉妹のはらぺこごはん（フロンティアワークス) ※同上
- 猫で語る怪異（朝日新聞出版）既刊3巻
- うぐいす姉妹 ごはん日記（フロンティアワークス) ※うぐいすみつるとの共著
- とのとのとのこの ぐだぐだ雑記（フロンティアワークス)
- 私の部屋の猫放題 キャット イン マイ ルーム（大都社）既刊2巻

### アンソロジー参加
- 日本ふるさと沈没「日本沈没大騒動」（徳間書店）
- 猫ばか（新書館）
- ピュア百合アンソロジー ひらり、 1 - 5、7 - 9、11 - 14巻（新書館）　※『ピンク・ラッシュ』に再録

### 挿絵
- 警視庁幽霊係 天野頌子著（祥伝社文庫）
- コンテンツ産業論 混淆と伝播の日本型モデル 出口弘ほか編（東京大学出版会）※表紙画